# Guianonus
Guianonus är ett släkte av mångfotingar. Guianonus ingår i familjen fingerdubbelfotingar.
Kladogram enligt Catalogue of Life:
| Guianonus | \| \| Guianonus ectophorus \| \| \| \| \| \| Guianonus ectoporus \| \| \| \| |
|           | \| \| Guianonus ectophorus \| \| \| \| \| \| Guianonus ectoporus \| \| \| \| |
|           | Guianonus ectophorus                                                         |
|           |                                                                              |
|           | Guianonus ectoporus                                                          |
|           |                                                                              |